# Jean Baptiste Louis Georges Seroux d’Agincourt
Jean Baptiste Louis Georges Séroux d’Agincourt (* 5. April 1730 in Beauvais; † 24. September 1814 in Rom) war ein französischer Kunsthistoriker aus dem Umkreis der französischen Aufklärung. Die Schrift Histoire de l’Art par les monumens, depuis sa décadence au IVe siècle jusqu’à son renouvellement au XVIe ist sein zentrales Werk.

## Leben

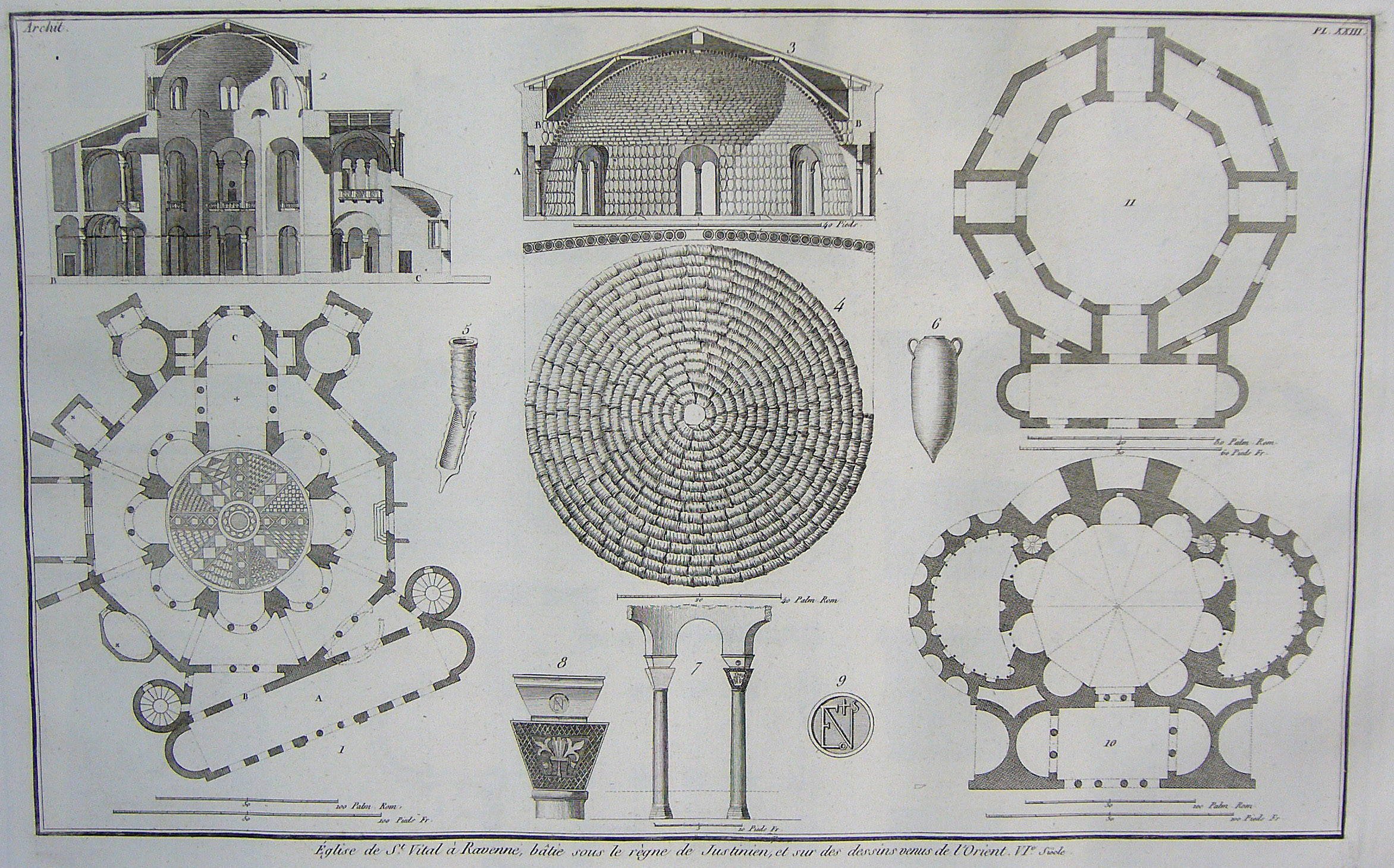
Histoire de l’Art, Architecture, Tafel XXIII, San Vitale in Ravenna

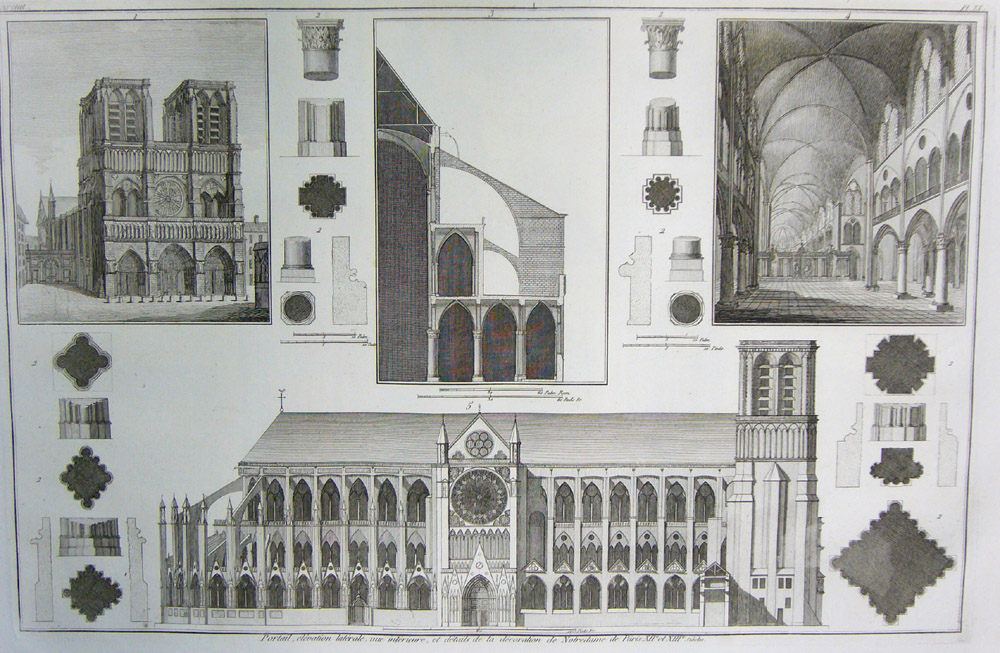
Histoire de l’Art, Architecture, Tafel XL, Notre-Dame in Paris

Séroux d’Agincourt studiert in Paris Botanik unter Antoine de Jussieu und wird später Hauptsteuerpächter (Ferme générale) unter Ludwig XV. Während dieser Zeit hat er Kontakt zu den einflussreichen Zirkeln der Aufklärung und der Enzyklopädisten und ist unter anderem mit Rousseau, Voltaire, Buffon bekannt und verkehrt im Salon der Madame de Geoffrin. Er pflegt zahlreiche Kontakte zu Künstlern wie Boucher, Fragonard, Vernet, und Pigalle.
Nach seiner Entlassung aus dem Dienst am Hof 1777 unternimmt er eine Reise nach England, Deutschland und in die Niederlande. Vor allem der Besuch bei Horace Walpole in Strawberry Hill dient ihm möglicherweise als erste Anregung zu seiner Kunstgeschichte des Mittelalters.
1779 setzt er seine Reise durch Italien nach Rom fort. Das Projekt zur Histoire de l’Art par les monumens hat sich bereits konkretisiert. Es soll in der Tradition Winckelmanns stehen und als das erste Übersichtswerk die Kunst des Mittelalters vor allem anhand von Abbildungen darstellen.
Er beginnt Zeichner für die Stichvorlagen für sein Werk zu engagieren und Material zu sammeln. Unter anderem zeichnen Charles Percier, Humbert de Superville (1770–1849) und John Flaxman für ihn. In Rom verkehrt er im Salon des Kardinal Stefano Borgia, ist eng mit Angelika Kauffmann befreundet und begegnet unter anderem Goethe, Herder und Alexandre Lenoir auch lernt er die Künstler Antonio Canova und Jacques Louis David kennen, über dessen Schwur der Horatier d’Agincourt sich kritisch äußert.
1789 werden erste Abbildungsplatten nach Versailles an den Hof Ludwigs XVI. gesandt, die ausbrechende Revolution (in deren Verlauf Seroux d’Agincourt als Exilant enteignet wird) und die Napoleonischen Kriege verzögern die Drucklegung.
1804 wurde er zum korrespondierenden Mitglied der Göttinger Akademie der Wissenschaften gewählt.

## Bedeutung und Methode
Die Histoire de l’Art par les monumens war als das erste Übersichtswerk über die Kunst des Mittelalters geplant und stellt dem Leser auf 325 Tafeln über 1400 einzelne Monumente in Abbildungen dar. Bis zum Ende des 19. Jahrhunderts blieb es ein maßgebliches Abbildungswerk vor allem für die spätantike und byzantinische Buchmalerei. Zum ersten Mal wird hier versucht, die gesamte Epoche der nachantiken und mittelalterlichen Kunst zu erfassen, zu gliedern und in einen historischen Kontext zu betten. Séroux d’Agincourt steht am Übergang von der normativen Kunstbetrachtung der Aufklärung zu einer historisierenden der Romantik. Durch seine reichen Kontakte und seine umfangreiche Korrespondenz hat Seroux d’Agincourt einen bedeutenden Anteil am Mittelalterinteresse um 1800.
Seine wissenschaftliche Relevanz wurde allerdings durch die Verzögerung des Drucks um über 20 Jahre von der entstehenden Kunstwissenschaft (Karl Schnaase, Franz Kugler) und der Mittelalterbegeisterung der Romantik überholt.

## Veröffentlichungen
- Histoire de l’Art par les monumens, depuis sa décadence au IVe siècle jusqu'à son renouvellement au XVIe. Treuttel & Würtz, Paris 1810–23 (Digitalisat)
- Recueil de fragmens de sculpture antique en terre cuite. Treuttel & Würtz, Paris 1810